# Гута Льонгин Володимирович
Льонгин Володимирович Гута (2 січня 1936, Шидлівці,  — 20 вересня 2020, Тернопіль, Україна) — український лікар, науковець. Кандидат медичних наук (1985), доцент (1988). Почесний донор (від 1971).

## Життєпис
Закінчив Станиславівський медичний інститут (1958). Працював акушер-гінекологом районних лікарень (1958—1975, Тернопільська область), завідувачем гінекологічних відділень Тернопільської обласної та 2-ї міської лікарень (1975—1980), на кафедрі акушерства та
гінекологічного факультету післядипломної освіти (1980—2001), від 2001 — на катедрі акушерства та гінекології лікувального факультету (2001—?), консультант діагностично-лікувального центру Тернопільського національного медичного університету імені І. Я. Горбачевського, в приватній клініці «Медівіт».
У 1979 році вперше в Західній Україні виконав операцію екстраперитоного кесарського розтину з наступним видужанням матері та здоровою дитиною; всього здійснив понад 100 таких операцій.
Помер 20 вересня 2020 року. Похований на Березовицькому кладовищі.

## Доробок
Автор більше 120 наукових статей та методичних розробок, 4-х патентів на винаходи, 2-х раціональних пропозицій.